# Pseudociboria
Pseudociboria es un género de hongos en la familia Sclerotiniaceae. Es un género monotípico, contiene la especie Pseudociboria umbrina.